# Sandra Torres (schermitrice)
Sandra Torres Torres (16 novembre 1979) è una schermitrice venezuelana.

## Palmarès
In carriera ha conseguito i seguenti risultati:
- Giochi Panamericani:

Winnipeg 1999: argento nel fioretto a squadre.